# Læsø Kommune
Læsø Kommune er en kommune i Region Nordjylland. Kommunen omfatter øen Læsø, beliggende i Kattegat. Kommunen var før Kommunalreformen i 2007 en selvstændig kommune, og fortsætter uændret efter kommunesammenlægningen. Der er dog oprettet et jobcenter på øen, som hører under Frederikshavns jobcenter. Desuden indgås der ø-samarbejdsaftale.
Ifølge tal, som avisen.dk har indhentet fra kommunernes og regionernes lønkontorer, havde Læsø Kommune i 2012 landets laveste sygefravær blandt medarbejderne.
Læsø har ikke et kommunevåben, det har et segl.

## Byer i Læsø Kommune
| Kommunens største byer |                 |                   |                   |         |
| Nr                     | By              | Indbyggere (2010) | Indbyggere (2020) | Fra/til |
| 1                      | Byrum           | 451               | 435               | -16     |
| 2                      | Vesterø Havn    | 409               | 371               | -38     |
| 3                      | Østerby Havn    | 297               | 271               | -26     |
| -                      | Uden fast bopæl | 1                 | 1                 | 0       |
| -                      | Landdistrikt    | 811               | 708               | -103    |
| -                      | Total           | 1.969             | 1.786             | -183    |

Bemærkning:Læsø kommune har nummer 825 - 00825 i Danmarks Statistik.

## Ledelse
Den øverste ledelse i Læsø Kommune består af:
| Titel                                            | Navn                     | Parti/liste      |
| ------------------------------------------------ | ------------------------ | ---------------- |
| Borgmester                                       | Tobias Birch Johansen    | Venstre          |
| Viceborgmester                                   | Karsten Skov Petersen    | Dansk Folkeparti |
| Kommunaldirektør                                 | Kurt Gadegaard Bennetsen |                  |
| Kommuneingeniør og brandinspektør                | Morten Pihler            |                  |
| Forvaltningschef, Social- og kulturforvaltningen | Lotte Keller Christensen |                  |

Underskriftsbemyndigede er: Borgmesteren, viceborgmesteren og kommunaldirektøren, to i forening.

## Politik
Kommunalbestyrelsen har 9 medlemmer.
| 9 |

| 9 |

| 9 |

| 9 |

| 9 |

| 9 |

| 9 |

| 9 |

| 9 |

| 9 |

| 9 |

| 9 |

| 9 |

| 9 |

| 1 | 8 |

| 9 |

| 1 | 8 |

| 9 |

| 9 |

| 9 |

| 1 | 8 |

| 9 |

| 1 | 8 |

| 9 |

| 2 | 7 |

| 9 |

| 2 | 7 |

| 9 |

| 2 | 7 |

| 9 |

| 2 | 7 |

| 8 |

| 1 | 8 |

| 8 |

| 2 | 7 |

| 8 |

| 2 | 7 |

| 7 | 2 |

| 2 | 7 |

| 7 | 2 |

| 3 | 6 |

| 8 |

| 2 | 7 |

| 6 | 3 |

| 3 | 6 |

| 8 |

| 1 | 4 | 2 | 2 |

| 9 |

| 2 | 2 | 3 | 2 |

| 6 | 3 |

| 2 | 1 | 1 | 3 | 2 |

| 6 | 3 |

| 2 | 1 | 2 | 1 | 2 | 1 |

| 7 | 2 |

| 1 | 2 | 2 | 4 |

| 6 | 3 |

| 1 | 2 | 2 | 1 | 3 |

| 9 |

| 1 | 2 | 1 | 1 | 3 | 1 |

| 9 |

### Nuværende byråd
| Navn                               | Parti                                    |
| ---------------------------------- | ---------------------------------------- |
| Tobias Birch Johansen (Borgmester) | Venstre - 3 mandater                     |
| Jens Morten Hansen                 | Venstre - 3 mandater                     |
| Karsten Nielsen                    | Venstre - 3 mandater                     |
| Karsten Skov Petersen              | Det Konservative Folkeparti - 2 mandater |
| Michael M. Hansen                  | Det Konservative Folkeparti - 2 mandater |
| Jess Jessen-Klixbüll               | Læsø Borgerliste - 2 mandater            |
| Niels Odgaard                      | Læsø Borgerliste - 2 mandater            |
| Folmer Hjorth Kristensen           | Socialdemokratiet - 1 mandat             |
| Brian Winther                      | Dansk Folkeparti - 1 mandat              |

| Navn                  | Skiftet fra                 | Skiftet til                 | Dato             |
| --------------------- | --------------------------- | --------------------------- | ---------------- |
| Karsten Skov Petersen | Det Konservative Folkeparti | Løsgænger                   | 18. februar 2023 |
| Brian Winther         | Dansk Folkeparti            | Danmarksdemokraterne        | 3. marts 2023    |
| Karsten Skov Petersen | Løsgænger                   | Dansk Folkeparti            | 2. oktober 2023  |
| Niels Odgaard         | Læsø Borgerliste            | Det Konservative Folkeparti |                  |

| Udtrådt         | Indtrådt           | Parti   | Dato              |
| --------------- | ------------------ | ------- | ----------------- |
| Karsten Nielsen | Michael Kristensen | Venstre | 31. december 2021 |

### Byråd 2018-2022
| Navn                         | Parti                         |
| ---------------------------- | ----------------------------- |
| Tobias Birch Johansen        | Venstre - 4 mandater          |
| Lone Broe Christiansen       | Venstre - 4 mandater          |
| Jens Morten Hansen           | Venstre - 4 mandater          |
| Jette Strøm                  | Venstre - 4 mandater          |
| Karsten Nielsen (Borgmester) | Dansk Folkeparti - 2 mandater |
| Per Kjærsgård Bragt          | Dansk Folkeparti - 2 mandater |
| Lars Vilsen                  | Læsø Listen - 2 mandater      |
| Bente Faldt Faurholt         | Læsø Listen - 2 mandater      |
| Folmer Hjorth Kristensen     | Socialdemokratiet - 1 mandat  |

| Navn                         | Skiftet fra      | Skiftet til | Dato         |
| ---------------------------- | ---------------- | ----------- | ------------ |
| Karsten Nielsen (Borgmester) | Dansk Folkeparti | Venstre     | 4. juni 2021 |

| Dato         | Udtrådt             | Indtrådt      | Parti            |
| ------------ | ------------------- | ------------- | ---------------- |
| 11. maj 2020 | Per Kjærsgård Bragt | Brian Winther | Dansk Folkeparti |

### Kommunalbestyrelsen 2010-2013
| Parti/liste | Parti/liste             | Stemmer | Mandater |
| ----------- | ----------------------- | ------- | -------- |
| A           | Socialdemokraterne      | 304     | 2        |
| D           | Læsø Fremtid            | 86      | 0        |
| F           | Socialistisk Folkeparti | 177     | 1        |
| H           | Læsø Borgerliste        | 115     | 1        |
| L           | Læsø Listen             | 350     | 3        |
| O           | Dansk Folkeparti        | 77      | 0        |
| V           | Venstre                 | 222     | 2        |

Stemmeprocenten ved valget var: 81,8 % (1.343 stemmer)

### Kommunalbestyrelsen 2007-2009
| Parti/liste | Parti/liste        | Stemmer | Mandater |
| ----------- | ------------------ | ------- | -------- |
| A           | Socialdemokraterne | 255     | 2        |
| H           | Læsø Borgerliste   | 337     | 2        |
| L           | Læsø Borgerliste   | 37      | 0        |
| V           | Venstre            | 408     | 3        |
| Æ           | Øens Liste         | 287     | 2        |

Stemmeprocenten ved valget var: 78,60% (1.355 stemmer)

### Borgmestre
| Navn                   | Parti                                 | Periode                            |
| ---------------------- | ------------------------------------- | ---------------------------------- |
| Erik Malmose           | Lokalliste                            | 1970 - 1978                        |
| Tage Jacobsen          | Lokalliste                            | 1978 - 1981                        |
| Erik Malmose           | Lokalliste                            | 1982 - 1990                        |
| Kjeld Strøm Pedersen   | Lokalliste                            | 1990 - 1994                        |
| Erik Malmose           | Lokalliste                            | 1994 - 2003                        |
| Olav Juul Gaarn Larsen | Venstre                               | 1. januar 2003 - 31. december 2009 |
| Thomas W. Olsen        | Læsølisten                            | 1. januar 2010 - 31. december 2013 |
| Tobias Birch Johansen  | Venstre                               | 1. januar 2014 - 31. december 2017 |
| Karsten Nielsen        | Dansk Folkeparti (fra 4/6-21 Venstre) | 1 januar 2018 - 1 januar 2022      |
| Tobias Birch Johansen  | Venstre                               | 1 januar 2022 - nu                 |

## Venskabsby
Læsø Kommune har en venskabsby:
- – Sotenäs, Sverige